# Puyo

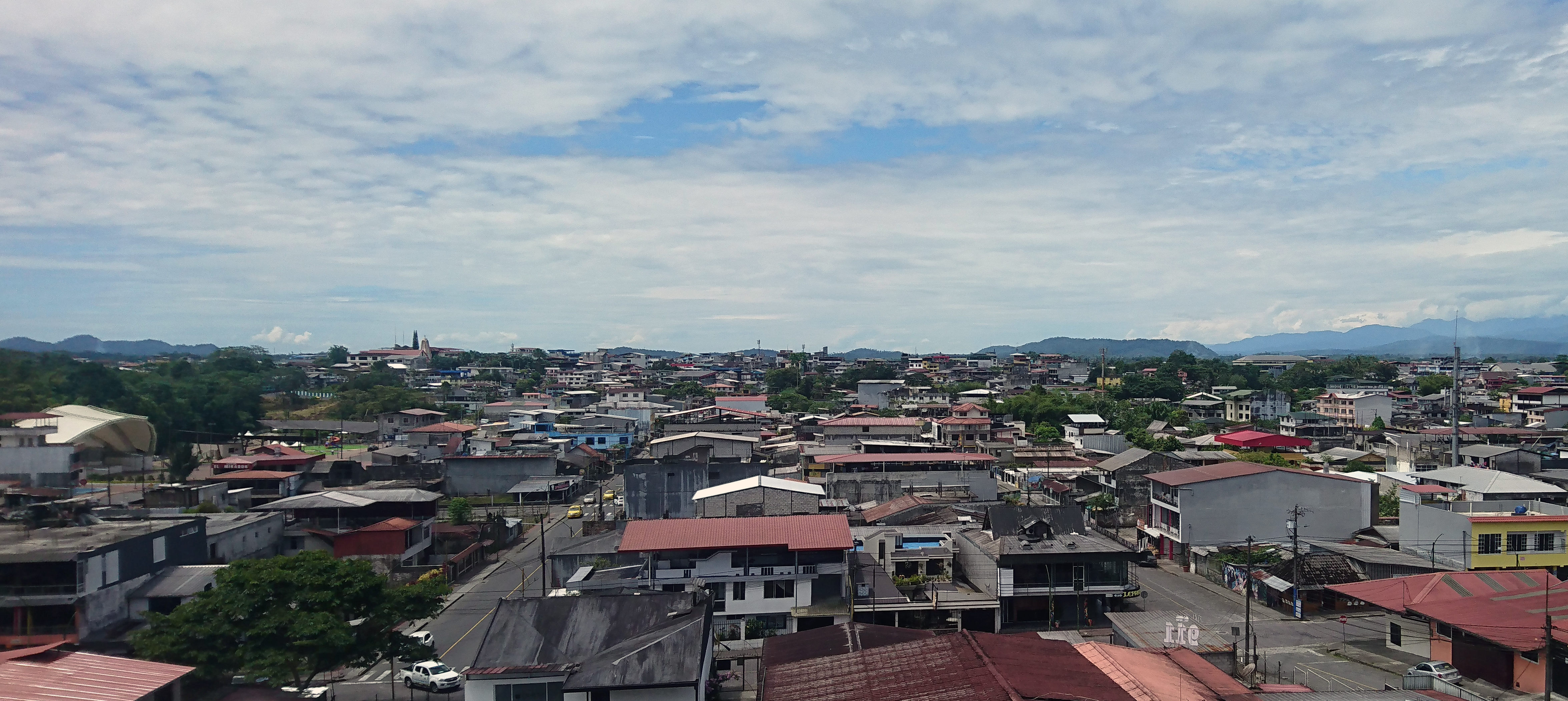
Blick auf Puyo

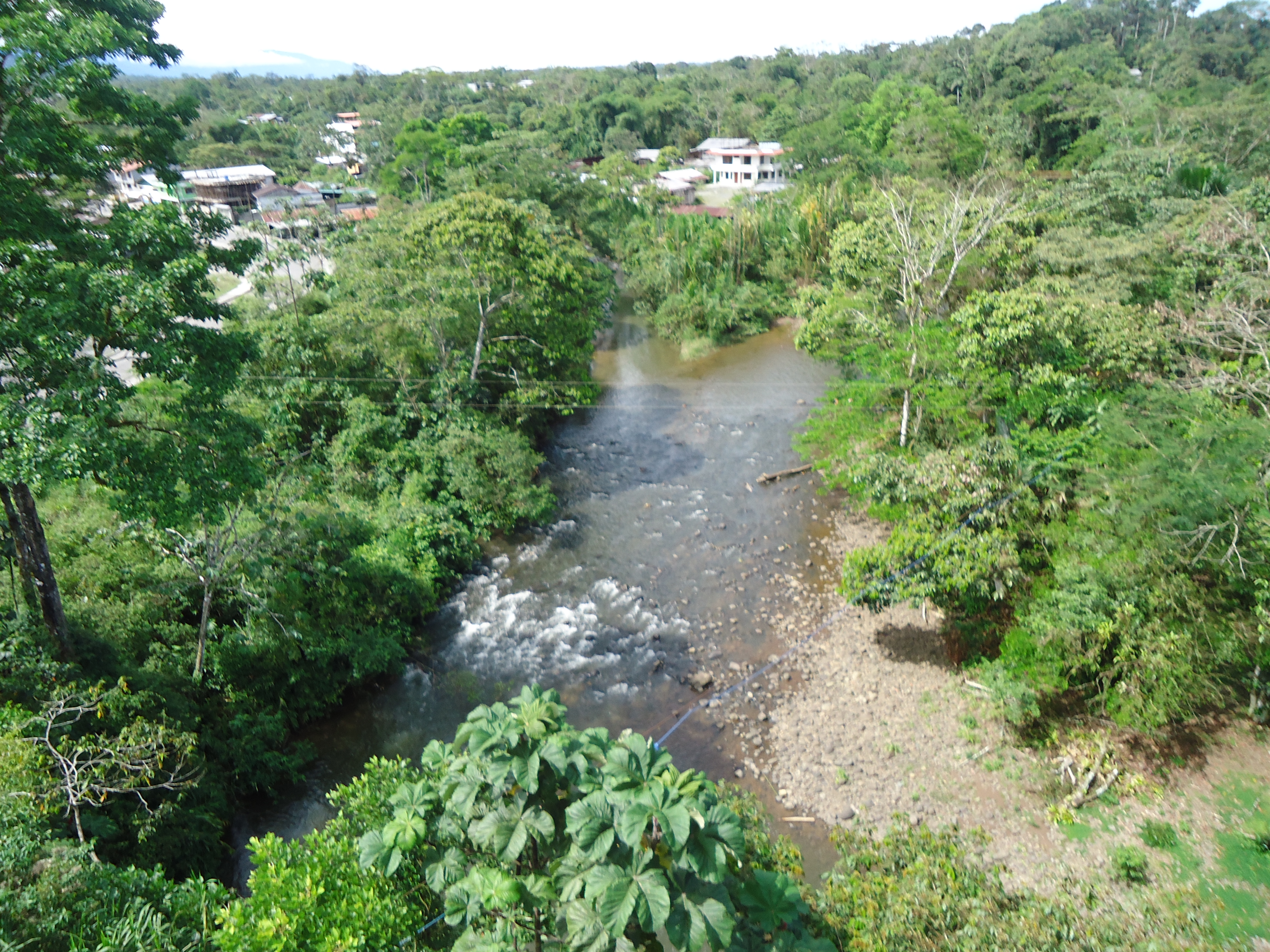
Río Puyo am östlichen Stadtrand von Puyo

Puyo ist die Hauptstadt der ecuadorianischen Provinz Pastaza sowie die einzige Parroquia urbana im Kanton Pastaza. Die Parroquia besitzt eine Fläche von 87,65 km². Beim Zensus 2010 wurden in der Parroquia 36.659 Einwohner gezählt. Davon lebten 33.557 im urbanen Bereich von Puyo.

## Lage
Die Parroquia Puyo liegt in der vorandinen Zone am Rande des Amazonasbeckens. Die 930 m hoch gelegene Stadt Puyo befindet sich 8 km nordöstlich vom Río Pastaza am Ostfuß einer 1400 m hohen vorandinen Erhebung. Der Río Puyo durchquert die Parroquia entlang dem östlichen Stadtrand von Puyo in südsüdöstlicher Richtung. Dessen Nebenflüsse Río Pindo Grande (rechts) und Río Sandalia (links) begrenzen das Verwaltungsgebiet im Süden und im Südosten.
Die Parroquia Puyo grenzt im Norden an die Parroquia Fátima, im Osten an die Parroquias Diez de Agosto und Veracruz, im Süden an die Parroquia Tarqui sowie im Westen an die Parroquias Shell und Mera (beide im Kanton Mera).

## Geschichte
Die Stadt geht auf eine Gründung des Dominikanermissionars Álvaro Valladares am 12. Mai 1899 zurück. Der Kanton Pastaza wurde am 13. November 1911 gegründet. Am 10. November 1959 wurde die Provinz Pastaza geschaffen und Puyo Sitz der Provinzregierung.

## Tourismus
Die Stadt ist von tropischem Regenwald umgeben. In den letzten Jahren wurde der Tourismus immer wichtiger, vor allem im Bereich Ökotourismus und Abenteuertourismus, schon seit längerer Zeit gilt die Fahrt von Baños nach Puyo als die bei Touristen wohl beliebteste
Mountainbike-Strecke in Ecuador.

## Städtepartnerschaften
- Wentzville, Missouri, USA

## Persönlichkeiten
- Margoth Escobar (* 1953/54), Aktivistin